# 1987 en Grèce
Chronologie de la Grèce
- 1983
- 1984
- 1985
- 1986
- 1987
- 1988
- 1989
- 1990
- 1991

Cette page concerne les évènements survenus en 1987 en Grèce :

## Évènements
- Fin mars : Crise égéenne (en) entre la Grèce et la Turquie.
- 24 avril/10 août : Attaques de bus (en) près d'Athènes, par l'Organisation révolutionnaire du 17-Novembre (bilan : 30 blessés).
- 9-12 octobre : 5e symposium gréco-serbe (en) à Thessalonique et Vólos.
- Classement de l'acropole d'Athènes et du site archéologique de Delphes au patrimoine mondial de l'Unesco.

## Cinéma - Sortie de film
- 28 septembre-11 octobre : Festival du cinéma grec
- Oh Babylone
- Vivre dangereusement

## Sport
- 13 mai : Finale de la Coupe d'Europe des vainqueurs de coupe entre l'Ajax Amsterdam et le Lokomotive Leipzig (victoire de l'Ajax).
- 3-14 juin : Championnat d'Europe de basket-ball à Athènes.
- 5-11 octobre : Tournoi de tennis d'Athènes
- Coupe de Grèce de football (1986-1987) (en)
- Coupe de Grèce de football (1987-1988) (en)
- Championnat de Grèce de football 1986-1987
- Championnat de Grèce de football 1987-1988
- Création du club Makedones FC (en) (football).
- Création de la Supercoupe de Grèce de football, du Tour international de Rhodes et de la Fédération hellénique des sports de glace (en).

## Création
- Aegean Airlines, compagnie aérienne.
- Centrale électrique d'Amyntaio (en)
- Athena 98.4 FM
- Centre pour l'étude de la poterie traditionnelle (en)
- Conseil des conseillers économiques (en)
- Ellinikí Aristerá, parti politique.
- Gauche écologique, communiste et rénovée
- Musée du centre de recherche de l'Acropole
- Musée hellénique des enfants (en)
- Musée universitaire d'Athènes (en)
- Radio hellénique (en)
- Symvoulos Epicheiriseon (en), journal.
- Trière Olympias

## Naissance
- Tsidem Asafoglou, personnalité politique.
- Zoí Dimitrákou, basketteuse.
- Konstadínos Douvalídis, athlète (110 mètres haies).
- Ioánnis Drakákis, cycliste.
- Giórgos Georgiádis, footballeur.
- Konstantínos Kargiótis, joueur de squash.
- Spirídon Lebésis, athlète (lancer du javelot).
- Grigóris Mákos, footballeur.
- Stérgos Marínos, footballeur.
- Stéfanos Sióntis, footballeur.
- Panayiótis Triantafýllou, escrimeur.
- Yióryos Tzavéllas, footballeur.
- Kóstas Yannoúlis, footballeur.

## Décès
- Odysséas Angelís, personnalité politique.
- Konstantínos Tsátsos, Président de la République hellénique